# American Radio Relay League
American Radio Relay League (ARRL) är en förening som bildades 1914 för radioamatörer i USA.
ARRL är utgivare av månadstidskriften QST.